# Naturschutzgebiet Sürthtal
Das Naturschutzgebiet Sürthtal ist ein Naturschutzgebiet nordöstlich von Burgheim in Kürten im Rheinisch-Bergischen Kreis und reicht bis an die Gemeindegrenze zu Wipperfürth.

## Beschreibung
Das Naturschutzgebiet Sürthtal ist typisch für die Bergischen Hochflächen und stellt ein gut erhaltenes, offenes Wiesental im geschlossenen Wald mit Feuchtgrünland und naturnahen Auwaldbeständen dar. Insgesamt handelt es sich um zwei im Nordosten von Burgheim ineinanderfließende Quellbäche, von denen der Hauptarm (Burgheimer Bach) im Osten durch ein flaches, schmales Wiesental teilweise mit Feuchtgrünland im Wald und im Norden stellenweise mit bachbegleitendem Auwald fließt, wohingegen der am Südende einmündende Nebenarm im Westen entlang der Wald-Offenlandgrenze verläuft. Das Naturschutzgebiet ist Teil der landesweiten Biotopvernetzung von naturnahen Quellbächen im Wald, insbesondere von offen gehaltenen Talauen. Hauptentwicklungsziel ist das Offenhalten der Bachaue durch extensive Grünlandnutzung (Mahd) und Zurückdrängen des seitlich eindringenden Adlerfarns, um artenreiches Feuchtgrünland zu erhalten und zu entwickeln.

## Vegetation und Schutz
Die Schutzausweisung erfolgte zur Erhaltung und Wiederherstellung eines ökologisch reichhaltig ausgestatteten und naturnahen Bachtales mit Fließgewässern, Feucht- und Nassgrünland, Hochstaudenfluren, Hang- und Auwäldern. Im Einzelnen werden folgende Schutzzwecke festgesetzt:
- Erhaltung und Sicherung der geschützten Biotope: Bruch-, Sumpf- und Auwälder, Sümpfe, Röhrichte, seggen- und binsenreiche Nasswiesen, Quellbereiche sowie natürliche und naturnahe Bereiche fließender und stehender Binnengewässer,
- Erhaltung und Entwicklung von extensiv genutztem Nass- und Feuchtgrünlandes in der Talsohle und im Seitensiefen,
- Erhaltung der besonderen Eigenart und Schönheit des naturnahen Bachtals und Quellsiefen.[1]

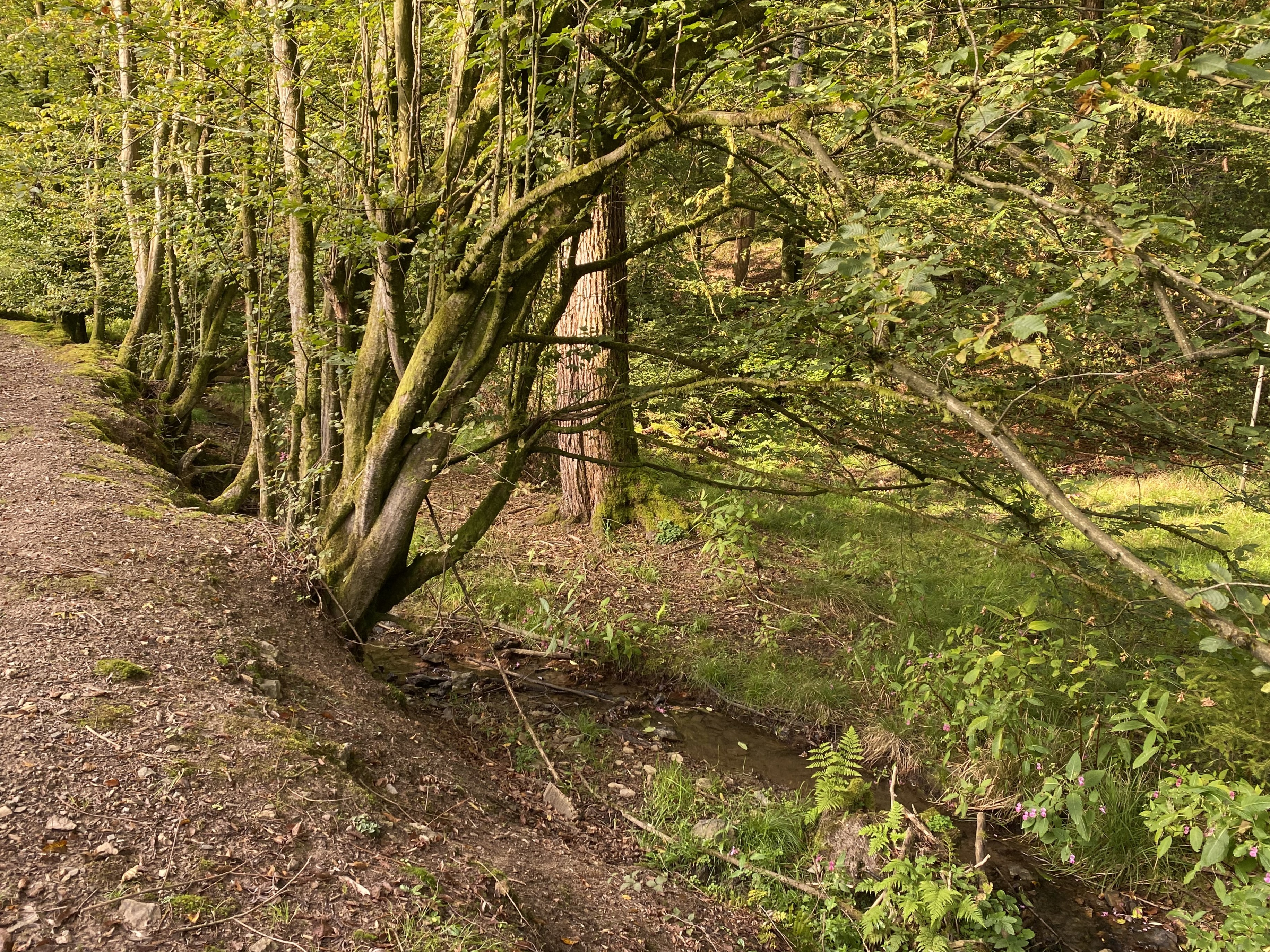
Burgheimer Bach am nördl. Ende des NSG
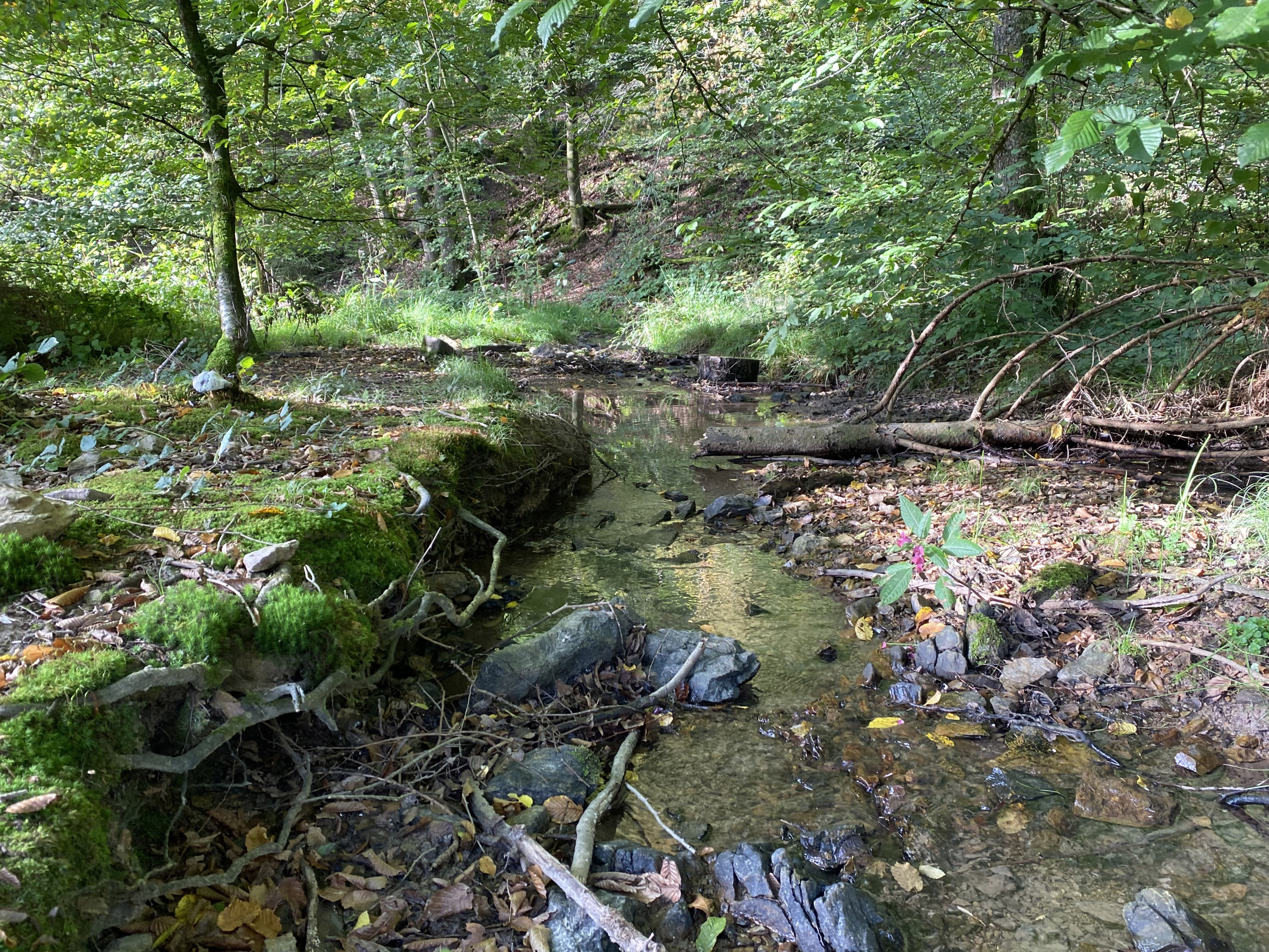
Mittellauf der Burgheimer Baches
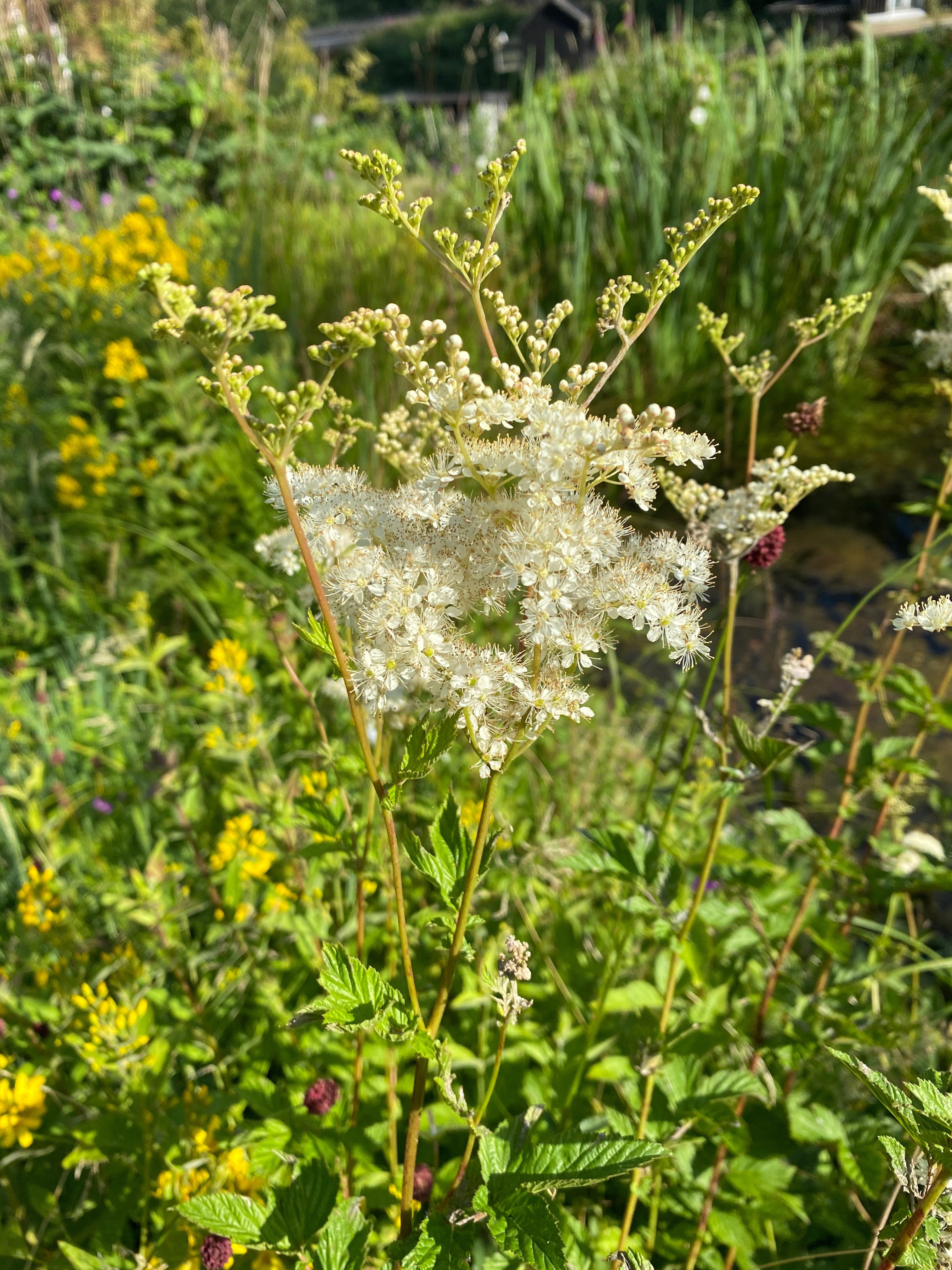
Bachbegleiter und Insektenmagnet – Mädesüß
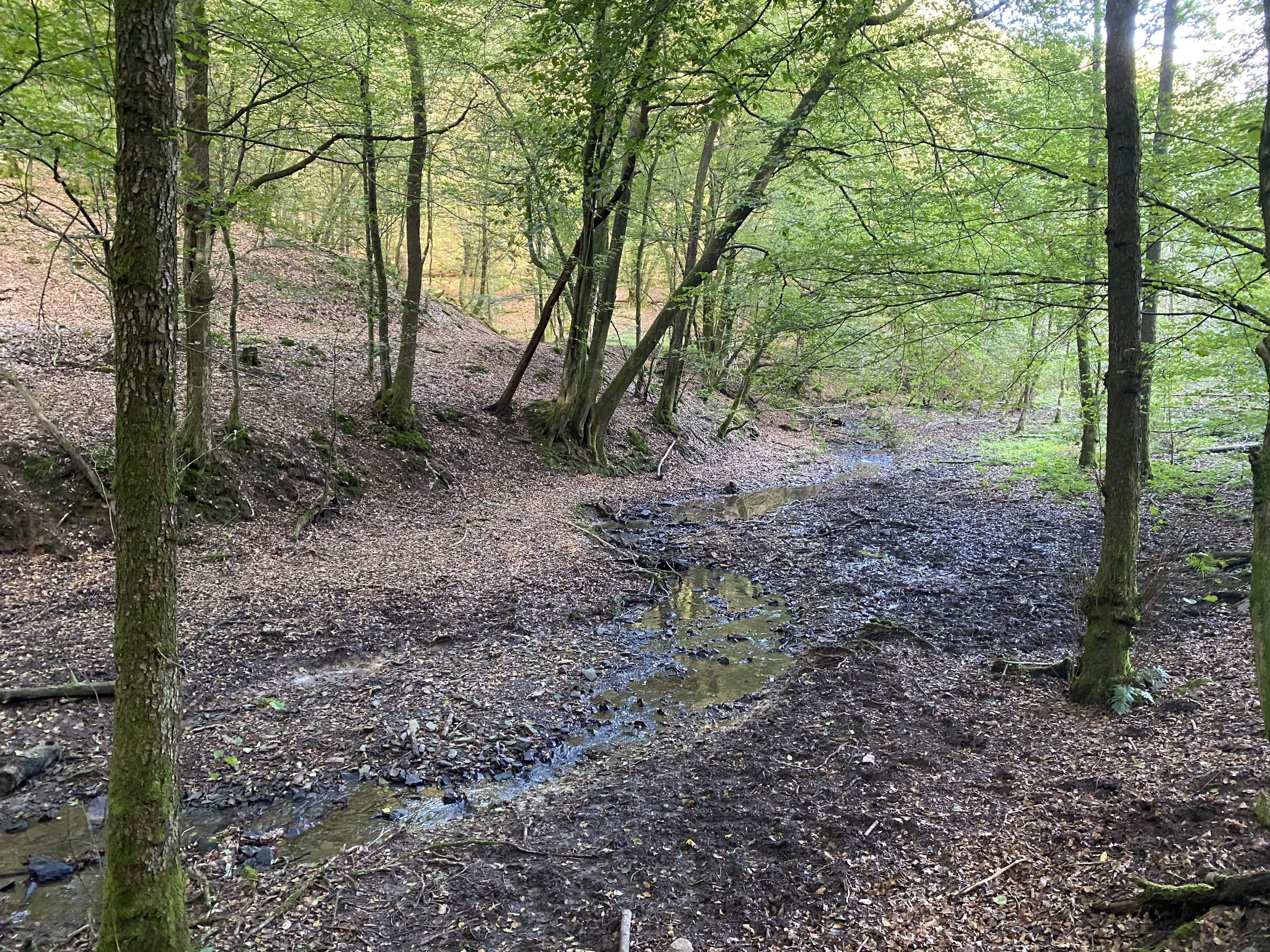
Burgheimer Bach im Auwald
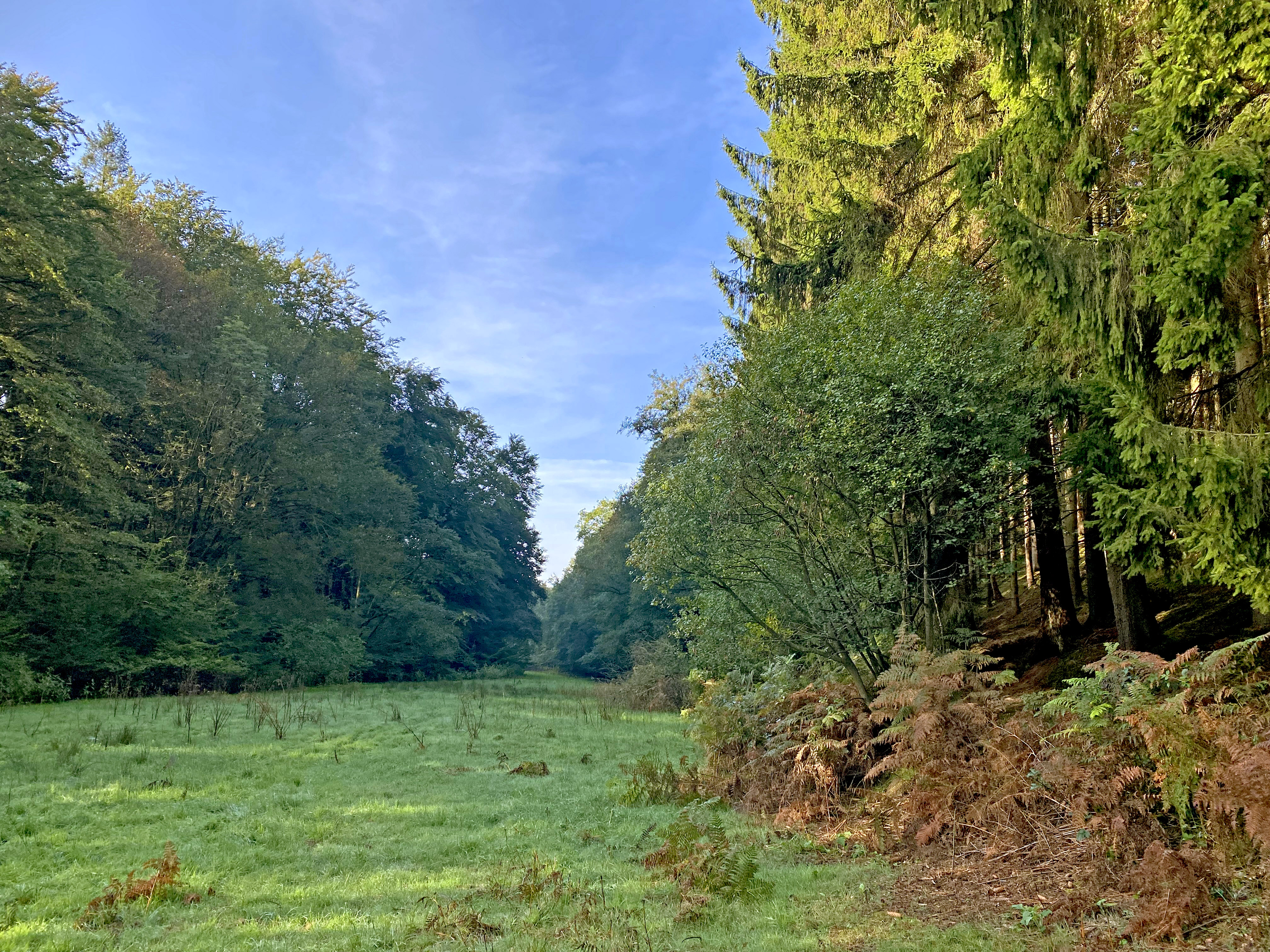
Feuchtgrünland in der Talaue des Burgheimer Bachtal
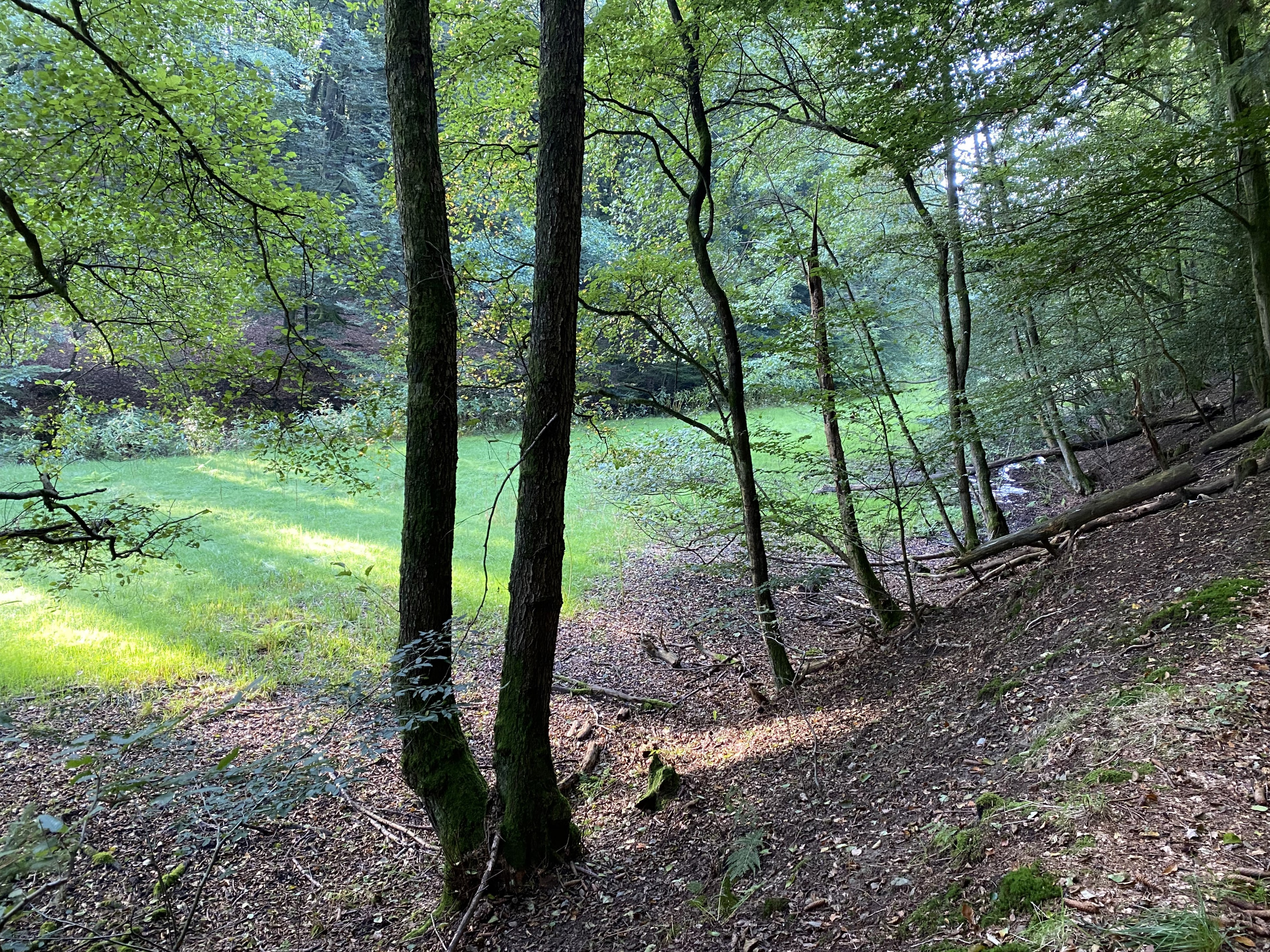
Talaue mit Feuchtgrünland nahe Burgheim
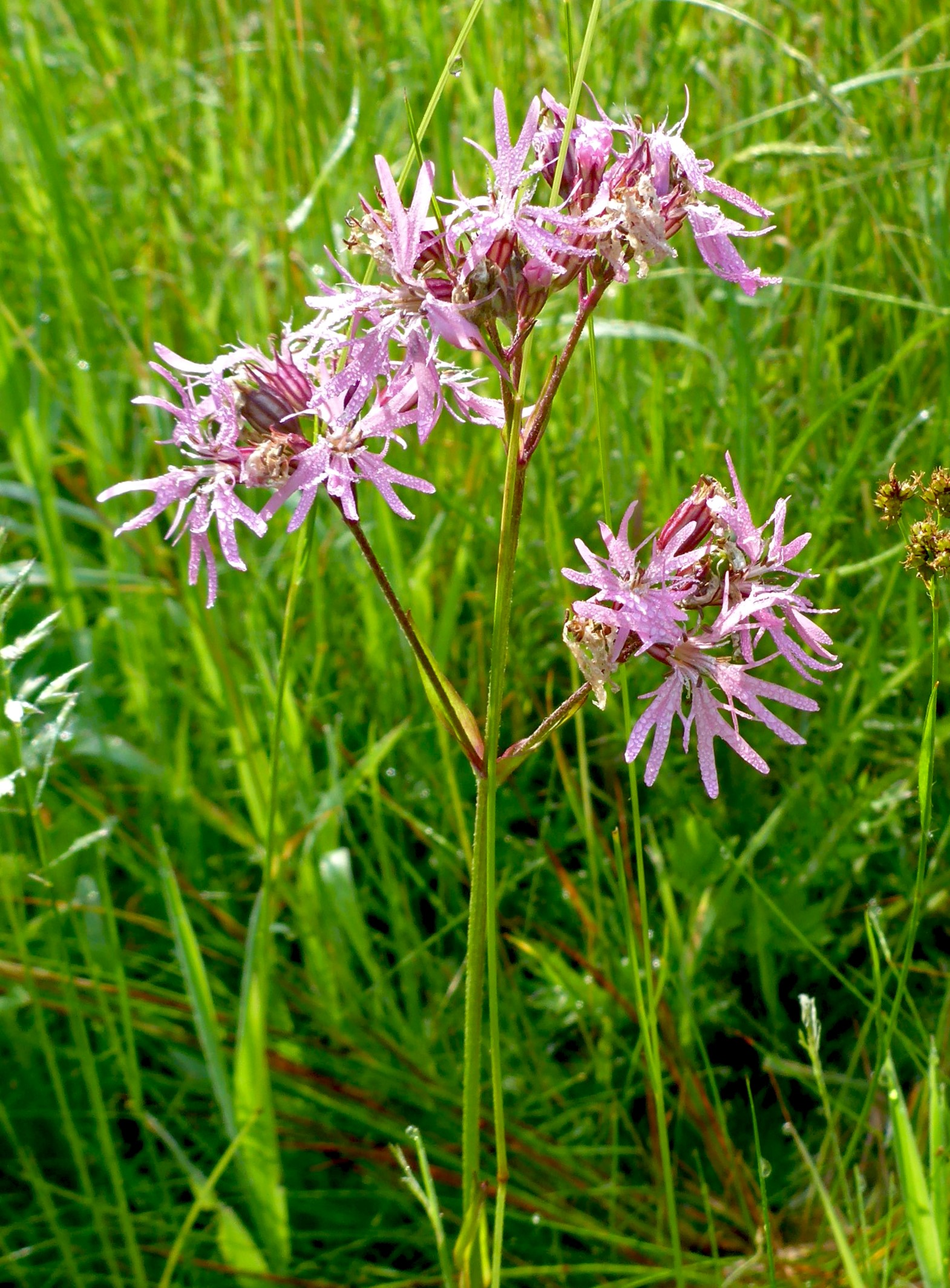
Kuckucks-Lichtnelke – heimisch im NSG
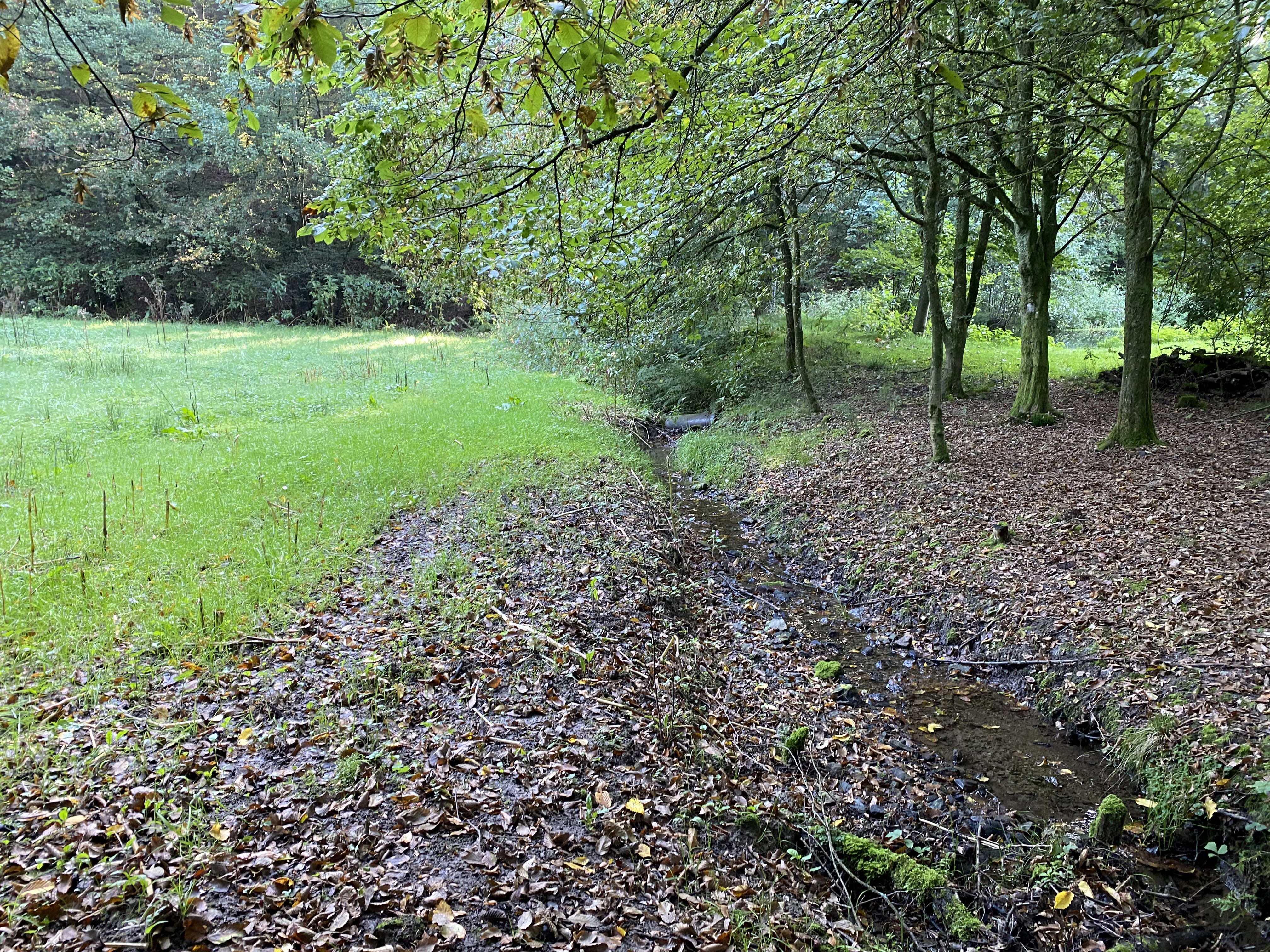
Ein rechter Nebenarm mündet am südl. Ende des NSG in den Burgheimer Bach (hinten) – rechts grenzen 2 Teiche an (schon außerhalb des NSG)